# Noah Cyrus
Noah Lindsey Cyrus, ameriška filmska in televizijska igralka, pevka ter plesalka, *8. januar 2000, Nashville, Tennessee, Združene države Amerike. Svojo prvo televizijsko vlogo si je priborila že v starosti treh let, ko je igrala »Gracie Hebert« v ameriški televizijski seriji, imenovani Doc ob svojemu očetu Billyju Rayju Cyrusu. Je tudi mlajša sestra Miley Cyrus. Igrala je tudi v mnogih televizijskih reklamah in v videospotu za pesem svojega očeta, imenovano »Face of God«.
Noah Cyrus je imela tudi manjšo vlogo v televizijski seriji svoje starejše sestre Miley, Hannah Montana in v televizijski seriji svojega očeta, Doc, kjer je igrala Gracie Herbert. Pojavila se je tudi v televizijskem filmu Mostly Ghostly in imela manjšo glasovno vlogo v televizijski seriji Emperor's New School. Glas je posodila tudi ribici Ponyo v animiranem filmu Ponyo ob Frankieju Jonasu, ki je označevala eno izmed pomembnejših vlog v njeni karieri.
Noah Cyrus je tudi najmlajša hčerka country pevca Billyja Rayja Cyrusa in njegove žene Tish Cyrus. Ima štiri brate in sestre, vključno z Miley Cyrus in glasbenikom Traceom Cyrusom. Njena družina trenutno živi v Los Angelesu, Kalifornija, vendar je izvirno iz Tennesseeja.

## Zgodnje in zasebno življenje
Noah Lindsey Cyrus se je rodila 8. januarja 2000 v Nashvilleu, Tennessee, Združene države Amerike, kot najmlajša hčerka igralca in country pevca Billyja Rayja Cyrusa in njegove žene Leticie »Tish« Cyrus. Oba njena starša sta bila poročena še prede sta se spoznala in imata otroke še iz prejšnjih zakonov; Tish Cyrus ima iz razmerja z Baxterjem Nealom Helsonom hčerko Brandi (kitaristka) in sina Tracea (član skupine Metro Station), oba pa je Billy Ray Cyrus posvojil še kot otroka; Billy Ray Cyrus pa ima iz razmerja s Cindy Smith sina Christopherja Codyja. Njena starša sta skupaj imela še tri otroke in Noah ima tako osem let starejšo sestro Miley Cyrus in šest let starejšega brata Braisona Cyrusa. Za svojo sestro Miley je dejala, da ji je kot »učiteljica petja in igranja«. Noah je naravno blondinka, a si je lase pobarvala na temno rjavo barvo.
Noah Cyrus je bila vzgojena v duhu krščanske vere na kmetiji svojih staršev v Nashvilleu, Tennessee, danes pa skupaj z vso družino živi v Los Angelesu, Kalifornija.

## Kariera
S svojo igralsko kariero je Noah Cyrus začela že zelo zgodaj z igranjem v raznih televizijskih reklamah. Svojo prvo televizijsko vlogo si je priborila že v starosti treh let, ko je igrala v ameriški televizijski seriji, imenovani Doc ob svojemu očetu Billyju Rayju Cyrusu. Imela je vlogo Gracie Hebert, hčere dr. Dereka Heberta (Derek McGrath) in njegove žene Nellie (Linda Kash). V seriji je igrala od leta 2003 do leta 2004. Igrala je tudi v videospotu za pesem »Face of God« v izvedbi njenega očeta.
Med letoma 2006 in 2007 je imela Noah Cyrus več manjših vlog v televizijski seriji »Hannah Montana«, kjer imata glavne vloge njena sestra Miley in njen oče Billy Ray Cyrus. Še istega leta (2007) se je pojavila v dveh biografskih televizijskih delih in sicer v Billy Ray Cyrus: Home at Last, ki je govorila o njenem očetu, in v The Real Miley Cyrus, ki je govorila o njeni starejši sestri. Naslednjega leta, torej leta 2008 je dobila manjšo vlogo v televizijskem filmu Mostly Ghostly, ki je bil hkrati tudi njena prva filmska vloga, ter japonskem otroškem animiranem filmu Hayaoa Miyazakija Ponyo. Šlo je za priredbo Andersenove pravljice Mala morska deklica, film sam pa je izšel v poletju leta 2008. V filmu Ponyo, po katerem je najbolj znana še danes, je igrala ribico Ponyo, ki želi postati prava deklica. Glas je njenemu najboljšemu prijatelju posodil igralec in pevec Frankie Jonas, ki je mlajši brat trojice iz skupine Jonas Brothers, torej Nicka, Joeja in Kevina Jonasa. Skupaj s Frankiejem Jonasom je zapela tudi glavno pesem za film, imenovano Ponyo Theme Song.
Leta 2009 je Noah Cyrus plesala v ozadju v Disneyjevem filmu Hannah Montana: The Movie, priredbi Disneyjeve televizijske serije Hannah Montana (v kateri se je tudi sama pojavljala med letoma 2006 in 2007). V filmu sta ene glavnih vlog igrala tudi njen oče in njena sestra starejša Miley. Leta 2009 je glas posodila tudi enemu izmed stranskih likov v Disneyjevi televizijski seriji The Emperor's New School in se pojavila v filmu Comedy Whacked. Leta 2009 se je tudi prvič pojavila v Entertainment Tonight in sicer je igrala v epizodi iz 28. julija 2009, v kateri so se poleg nje pojavili tudi Halle Berry, Frankie Jonas, člani skupine Jonas Brothers in Meryl Streep. V letu 2010 bo prišel v kinematografe film SkunkFu, kjer ima Noah Cyrus vlogo Skunky.

## Filmografija
| Filmi                        | Filmi                     | Filmi                                             | Filmi |
| Leto                         | Naslov                    | Vloga                                             | Opombe |
| ---------------------------- | ------------------------- | ------------------------------------------------- | --- |
| 2008                         | Mostly Ghostly            | »Trick or Treater«                                | Stranska vloga |
| 2008                         | Ponyo                     | Ponyo                                             | Animirani film; glavna glasovna vloga |
| 2009                         | Hannah Montana: The Movie | Plesalka                                          | |
| 2010                         | SkunkFu                   | Skunky                                            | |
| Televizija                   |                           |                                                   | |
| Leto                         | Naslov                    | Vloga                                             | Opombe |
| 2003–2004                    | Doc                       | Francine Debrian                                  | Stranska vloga |
| 2006–2007                    | Hannah Montana            | Gigi Hearts (majhna deklica) / Deklica v trgovini | Stranska vloga (Epizode »Torn Between Two Hannahs«, »Achy Jakey Heart Part 2«, »Oh Say, Can You Remember the Words?«, »It's a Mannequin's World« in »Everybody Was Best-Friend Fighting«) |
| Stranski televizijski pojavi |                           |                                                   | |
| Leto                         | Naslov                    | Vloga                                             | Opombe |
| 2009                         | The Emperor's New School  | Otrok v gneči                                     | Glas |
| 2009                         | Entertainment Tonight     | Ona                                               | Epizoda 28. julija 2009 |

## Diskografija
- Ponyo Theme Song (skupaj z Frankiejem Jonasom)